# التكيف مع تغير المناخ في الأردن

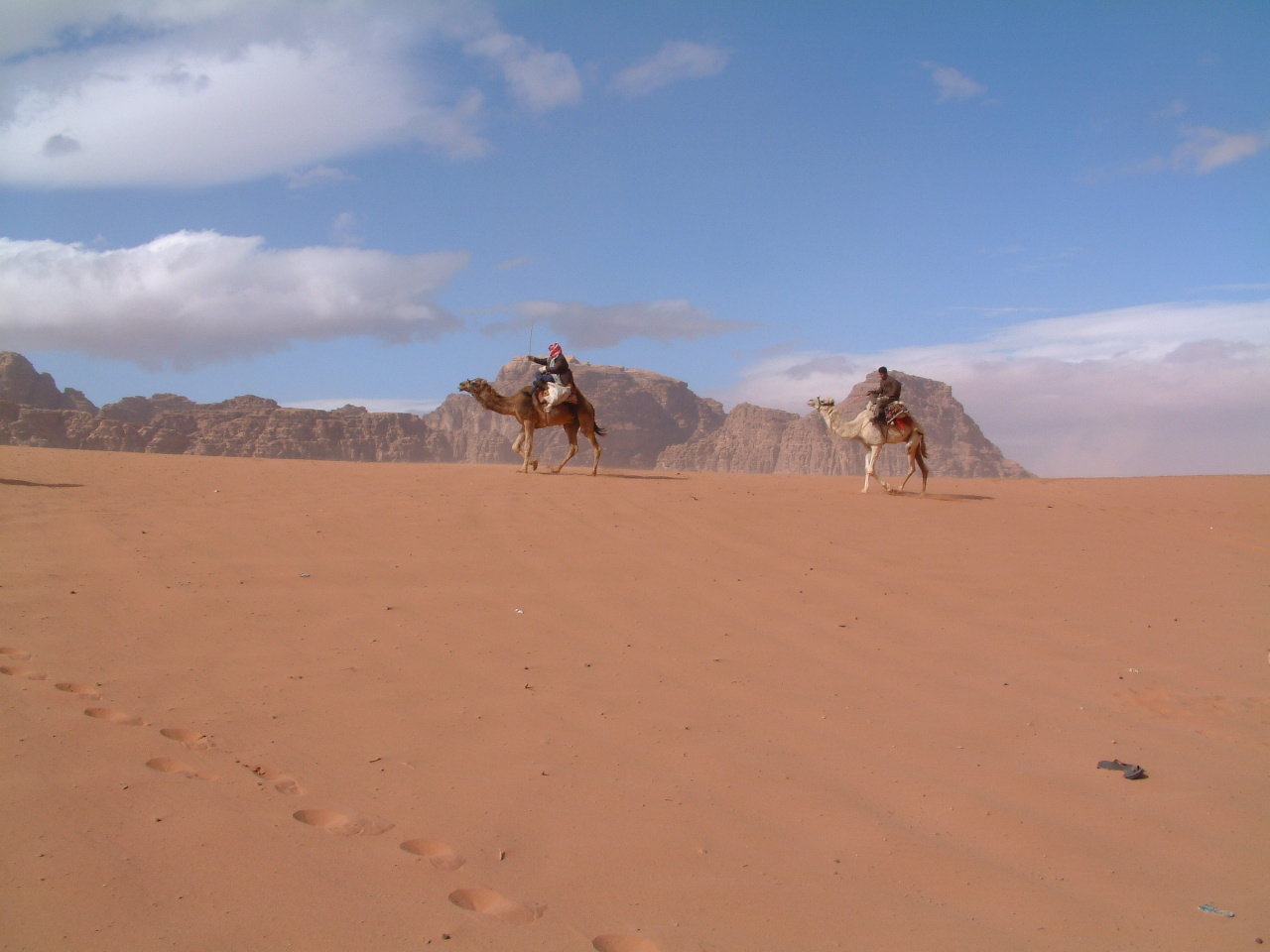

التكيف مع تغير المناخ في الأردن يصف تدابير تهدف إلى إعداد البلاد لتأثيرات تغير المناخ. الموارد المائية في الأردن نادرة. إلى جانب النمو السكاني السريع، من المرجح أن تؤدي تأثيرات تغير المناخ إلى تفاقم المشكلة. ستزداد درجات الحرارة ومن المرجح أن ينخفض إجمالي التساقط السنوي، مع وجود نسبة معقولة من عدم اليقين. ومن ثم، فإن الأنشطة القائمة والجديدة بهدف تقليل الفجوة بين العرض والطلب على المياه تسهم في تكييف الأردن مع مناخ الغد. وقد يقترن ذلك بأنشطة تعمل على تحسين قدرة الأردن على رصد البيانات المتعلقة بالأرصاد الجوية والهيدرولوجيا وعرضها وتقييم مدى تأثره بتغير المناخ. تركز هذه المقالة على تأثيرات تغير المناخ على قطاع المياه الأردني.

## المؤسسات
تغير المناخ في الأردن وقع اتفاقية الأمم المتحدة الإطارية بشأن تغير المناخ (UNFCCC) في عام 1992 وصدق عليها في عام 1993. إن مركز التنسيق الرئيسي لقضايا تغير المناخ في الأردن هو وزارة البيئة (MoE). وبدعم من برنامج الأمم المتحدة الإنمائي ومرفق البيئة العالمية (GEF)، قام بنشر البلاغ الوطني الثاني للأردن إلى اتفاقية الأمم المتحدة الإطارية بشأن تغير المناخ في عام 2009، بالاعتماد على معرفة العديد من الخبراء الأردنيين. أصدر الأردن سياسة وطنية بشأن تغير المناخ في عام 2013، بقيادة وزارة البيئة.
المياه والصرف الصحي تصوغ وزارة المياه والري سياسات واستراتيجيات المياه والصرف الصحي الوطنية وتحتاج إلى موافقة مجلس الوزراء. تضم الوزارة سلطة المياه الأردنية (WAJ)، المسؤولة عن توفير خدمات المياه والصرف الصحي إما مباشرة أو من خلال شركاتها التابعة. في وادي الأردن المتصدع، تدار المياه والصرف الصحي من قبل سلطة وادي الأردن (JVA). في عام 2009، لم يكن تغير المناخ قضية رئيسية في جدول أعمال المياه الأردنية. تقر إستراتيجية المياه الأردنية 2008-2022 بأن ندرة المياه ستزداد في المستقبل. ومع ذلك، يلعب تغير المناخ دورًا ثانويًا كمحرك لزيادة الإجهاد المائي في إستراتيجية المياه.

## المناخ والموارد المائية
تصنف معظم أراضي الأردن على أنها صحراء. الصيف حار عموما وجاف، في حين أن الشتاء يمكن أن يكون باردا في بعض المناطق. يتراوح هطول الأمطار السنوي بين أكثر من 30 ملم في المناطق الصحراوية حتى 572 ملم في شمال غرب الأردن. تقع جميع الأمطار تقريبًا بين أكتوبر ومايو. في وادي الأردن، فصول الشتاء معتدلة وصيف حار جداً، مع سقوط أمطار قليل جداً طوال العام.
وفقاً لاستراتيجيتها المائية، فإن الأردن هي واحدة من الدول الأربع الأكثر جفافاً في العالم. ونظرًا للنمو السكاني السريع، انخفض معدل توفر المياه للفرد الواحد بشكل كبير، من 3600 متر مكعب للفرد والسنة في عام 1946 إلى 145 مترًا مكعبًا فقط في عام 2008. الطلب على المياه يفوق بشكل واضح العرض. يتم توفير ما يقرب من ثلثي (64 ٪) من المياه للري، في حين أن استخدام البلديات يمثل 30 ٪ ، والصناعة بنسبة 5 ٪ والسياحة بنسبة 1 ٪. من أجل التغلب على أزمة المياه، تركز الإستراتيجية الأردنية للمياه على إدارة الطلب وزيادة في إمدادات المياه من خلال استخدام المياه العادمة المعالجة، واستغلال طبقة ديسي الجوفية غير المتجددة وقناة من البحر الأحمر إلى البحر الميت.

## تغير المناخ
يتضمن البلاغ الوطني الثاني للأردن فصلا عن تغير المناخ المرصود والمتوقع في البلد. فيما يتعلق بالماضي، تم تقييم بيانات الفترة 1961-2005 (أو أقصر في بعض الحالات) من 19 محطة للأرصاد الجوية في جميع أنحاء الأردن مع النتائج التالية:
درجة الحرارة الدنيا زادت من 0,4 إلى 2,8 درجة مئوية، أقصى درجة حرارة تتراوح بين 0,3 و 1,8 درجة مئوية.
13 محطة تظهر انخفاض إجمالي هطول الأمطار السنوي بنسبة 5-20 ٪. شهدت ست محطات زيادة بنسبة 5-10 ٪.
انخفض عدد الأيام الممطرة بنسبة 3-10 ٪ في معظم المحطات
في معظم المحطات، انخفضت الرطوبة النسبية مع زيادة التبخر
مقالة حديثة في المجلة الأمريكية للعلوم البيئية تأتي بنتائج مماثلة. باستخدام بيانات من آخر 30-83 سنة من ست محطات للأرصاد الجوية في الأردن، ازداد الحد الأدنى لدرجة الحرارة بينما لم تتغير درجة الحرارة القصوى بشكل كبير. في ما يتعلق بالتساقط السنوي الإجمالي، لا توجد اتجاهات ظاهرة مرئية.
كانت البيانات التي تم جمعها من 19 محطة بمثابة خط الأساس وتمت مقارنة خطوط الأساس المستخرجة من 13 نموذجًا عامًا للتعميم (GCMs)، وهي نماذج خشن استخدمها الفريق الحكومي الدولي المعني بتغير المناخ من أجل عرض تغير المناخ على المستوى العالمي. ثم استخدمت نماذج الدوران العالمي الثلاثة التي ترتبط نقاطها الشبكية أكثر مع منطقة الدراسة لإظهار المناخ للفترة 2005-2050. النتائج هي التالية:
```
تتوقع جميع النماذج زيادة في درجة الحرارة بنحو 1,1-3 درجة مئوية بحلول عام 2050. ومن المتوقع أن يكون الاحترار أقوى في أشهر الصيف.
فيما يتعلق بالهطول، لا توافق النماذج. نموذج واحد من مشاريع زيادة هطول الأمطار من أكتوبر إلى مايو وانخفاض في الصيف. نموذج آخر يتسبب في انخفاض من نوفمبر إلى أبريل والنموذج الثالث يتسبب في هطول المزيد من الأمطار في الأشهر من فبراير إلى مايو وديسمبر وأقل الأمطار في جميع الأشهر الأخرى.
```

يتناول البلاغ الوطني الثاني بشكل متكرر الحدود التي تمت مواجهتها أثناء إعداد التوقعات المناخية إلى جانب حالات عدم اليقين الناجمة عن انخفاض مستويات نماذج الدوران العالمي (GCMs) والتطورات غير الواضحة للانبعاثات، تم الإبلاغ عن أن سجلات الرصد غير مكتملة. كانت البيانات في سلاسل زمنية يومية وشهرية مفقودة في معظم محطات الأرصاد الجوية. علاوة على ذلك، توصف جودة بيانات المياه المتاحة بأنها غير مناسبة جزئياً. وفقا للتواصل،
```
«يواجه رصد الموارد المناخية والمائية الموجود في البلد مشاكل دائمة في التشغيل، وبطء تحديث المعدات وتخفيض شبكة المراقبة».
```

## آثار تغير المناخ
وتشير «الاتصالات الوطنية الثانية» في الأردن إلى أن ارتفاع درجات الحرارة سيؤدي إلى انخفاض في الجريان السطحي على الأقل في حوضي نهر الزرقاء واليرموك اللذين تم اختيارهما كمناطق دراسة تجريبية. إذا ارتفعت درجة الحرارة بمقدار درجتين مئويتين، فإن زيادة الهطول بنسبة 20٪ لن تعوض الزيادة في التبخر مما يؤدي إلى انخفاض الجريان السطحي.
وبالنظر إلى هذه الحالة، من المرجح أن يؤدي تغير المناخ إلى مزيد من ندرة المياه في الأردن. علاوة على ذلك، من المرجح أن يؤثر هطول الأمطار الشديد على البلاد. بالتفصيل، من المحتمل أن تكون التأثيرات التالية:
```
زيادة الطلب على المياه بسبب المناخ الأكثر دفئا
خفض كمية المياه في الخزانات
تقليل جداول المياه الجوفية
تدهور جودة المياه بسبب زيادة ندرة المياه
تضارب بين مجموعات المستخدمين (الزراعة مقابل العرض المحلي، الصناعة، السياحة)
الأضرار من خلال هطول الأمطار الشديد
```

يتأثر القطاع الزراعي بشكل خاص بتغير المناخ وآثاره، لأنه أكبر مستخدم للمياه في الأردن. لا يغير تغير المناخ التحديات في الأردن، والتي ترتبط بشكل أساسي بنُدرة المياه. بدلا من ذلك، هناك عامل آخر يسهم في تفاقم النقص الحالي، مما يزيد من النمو السكاني السريع.

## أنشطة التكيف الممكنة
تشمل تدابير التكيف في الأردن مجموعة واسعة من الأنشطة التي تستهدف ندرة المياه. وبما أن المياه نادرة بالفعل في المملكة الهاشمية، وليس فقط مهددة بتغير المناخ، يمكن تصنيف جميع هذه الأنشطة كتدابير لا ندم عليها، مما يجعلها منطقية حتى في غياب التغير المناخي المتوقع. الأنشطة التي تستهدف مباشرة تغير المناخ تقتصر في الغالب على أنشطة البحث.

### التغيرات حسب المناخ
جميع الأنشطة التي تسهم في تقليل الفجوة بين توافر المياه والطلب عليها يمكن تصنيفها على أنها أنشطة لا تندم عليها. ويشمل ذلك الأنشطة المتعلقة بنوعية المياه، إذا كانت مهددة من خلال تقليل توافر المياه. على الرغم من أن إستراتيجية المياه في الأردن لا تعالج بشكل واضح تغير المناخ، إلا أنها تقترح العديد من الأنشطة التي تساهم أيضًا في تكييف قطاع المياه في الأردن مع تغير المناخ. تتضمن القائمة التالية الأنشطة الممكنة:
```
الأنشطة المتعلقة بجودة المياه، على سبيل المثال حماية المياه الجوفية
إعادة استخدام المياه العادمة المعالجة (للمساحات الخضراء)
تحسين جودة المياه، على سبيل المثال معالجة المياه
```

إمدادات المياه المحلية:
```
تقليل فقدان الماء
إدخال تقنيات توفير المياه مثل المراحيض وحمامات التدفق المنخفض
```

الزراعة
```
كفاءة الري، على سبيل المثال من خلال تقنيات توفير المياه
إدخال أصناف محاصيل جديدة (المحاصيل النقدية)
حلول التأمين (مايكرو)، على سبيل المثال. لحالة نقص المحاصيل
تحلية المياه المائلة للملوحة
إعادة استخدام المياه العادمة المعالجة
حصاد مياه الأمطار
```

تشمل أنشطة التكيف المؤسسي ما يلي
```
زيادة قياس المياه
إصلاح تسعير المياه
تعزيز توفير المياه من خلال حملات التوعية
```

## تدابير مبررة المناخ
الأنشطة التي تستهدف بشكل مباشر تغير المناخ تتعلق بشكل رئيسي بالأنشطة البحثية.
```
دعم نظام مراقبة الأرصاد الجوية
دراسات إقليمية وقطاعية حول الضعف
بحث وتحديد أولويات بدائل التكيف
نظم الإنذار المبكر لموجات الجفاف القادمة
التعليم وحملات التوعية بشأن تغير المناخ وآثاره والتكيف معه
```

## أنشطة التكيف الحالية
يربط برنامج «التكيف مع تغير المناخ للحفاظ على الأهداف الإنمائية للألفية في الأردن» التكيف مع تغير المناخ بالأهداف الإنمائية للألفية. وينفذ البرنامج بالاشتراك بين برنامج الأمم المتحدة الإنمائي ومنظمة الصحة العالمية ومنظمة الأغذية والزراعة واليونسكو، ويتم تمويله من صندوق الإنجاز للأهداف الإنمائية للألفية الذي تموله بدورها حكومة إسبانيا (4 مليارات دولار أمريكي)، ورابطة SIWI وبرنامج الأمم المتحدة الإنمائي في الأردن (حوالي 127000 دولار أمريكي). وإلى جانب وزارة التعليم، يضم الشركاء الرئيسيون الوطنيون وزارات الصحة والزراعة والتعليم.
يعالج البرنامج التحديات الناجمة عن ندرة المياه المرتبطة بالمناخ، بما في ذلك الأمن الغذائي، والحماية الصحية والوصول إلى مصادر المياه المحسنة. البرنامج لديه نهج مؤسسي إلى حد ما وتركيز على مشاركة أصحاب المصلحة. وتشمل الأنشطة التدريب وبناء القدرات، ووضع إطار ملائم للسياسات والإطار القانوني وحملات التوعية العامة. تعمل محافظة الزرقاء كمنطقة تجريبية، حيث يتم تعزيز القدرة التكيفية للمجتمعات الضعيفة. بدأ البرنامج في عام 2008 وكان من المتوقع أن ينتهي في عام 2010.
يشمل البرنامج العديد من الأنشطة التي لا تندم على الإطلاق مثل ترقية نظام جودة مياه الشرب الوطنية. ومع ذلك، العديد من الأنشطة تستهدف مباشرة التكيف مع تغير المناخ، على سبيل المثال من خلال تطوير خيارات التكيف.

## توصيات
وبما أن تغير المناخ سيؤدي إلى تفاقم مشكلة ندرة المياه الحالية في الأردن، فإنه يُنصح بمواصلة تنفيذ الأنشطة بهدف زيادة العرض وخفض الطلب. وتساهم هذه الأساليب مساهمة كبيرة في تكييف سكان الأردن مع تغير المناخ. وتشمل التدابير المبتكرة إعادة استخدام المياه المستعملة وتحلية المياه المائلة للملوحة.
ويوصى كذلك بمصاحبة هذه الأنشطة بتدابير تستهدف مباشرة تغير المناخ. ووفقاً للبلاغ الوطني الثاني للأردن إلى اتفاقية الأمم المتحدة الإطارية بشأن تغير المناخ، فإن أنظمة الرصد الخاصة بالأرصاد الجوية والهيدرولوجيا تترك مجالاً للتحسين. علاوة على ذلك، فإن تطوير دراسات الضعف هو خيار قابل للتطبيق. وتشمل الأنشطة الأخرى المرافقة المحتملة نظامًا محسّنًا للتحذير من الجفاف ونُهُجًا بهدف تقليل عدم اليقين الحالي للتوقعات المناخية.